# Espen Baardsen
Espen Baardsen (San Rafael, 1977. december 7. –) amerikai születésű norvég labdarúgókapus.

## Pályafutása

### Klubcsapatokban
1996 és 2003 között angol csapatok játékosa volt. 1996 és 2000 között a Tottenham Hotspur, 2000 és 2002 között a Watford, 2002–03-ban az Everton kapusa volt.

### A válogatottban
1998 és 2000 között négy alkalommal szerepelt a norvég válogatottban. Tagja volt az 1998-as franciaországi világbajnokságon részt vevő csapatnak.